# Leonardo Povea
Leonardo Nicolás Povea Pérez, (Los Ángeles, Región del Bío-Bío,  Chile, 26 de enero de 1994) es un futbolista chileno que se desempeña como volante y actualmente se encuentra en Deportes Valdivia de la Tercera División B de Chile.

## Trayectoria
Debutó como profesional en Primera División el 22 de julio de 2012, en la derrota de Huachipato frente a Deportes La Serena por 2-1, formando parte del once titular y disputando los 90 minutos de partido. 
Povea anota su primer gol como profesional el 26 de agosto de 2014 frente a San José por la Copa Sudamericana 2014, convirtiendo el 3-1 parcial a favor de Huachipato en la altura de Oruro, colaborando así para la victoria acerera por 3-2.
En 2024, fue fichado por Deportes Puerto Montt de la Segunda División Profesional de Chile.

## Estadísticas
| Club                                  | Div.          | Temporada     | Liga  | Liga  | Copas nacionales | Copas nacionales | Torneos internacionales | Torneos internacionales | Total | Total |
| Club                                  | Div.          | Temporada     | Part. | Goles | Part.            | Goles            | Part.                   | Goles                   | Part. | Goles |
| ------------------------------------- | ------------- | ------------- | ----- | ----- | ---------------- | ---------------- | ----------------------- | ----------------------- | ----- | ----- |
| Huachipato · Chile                    | 1.ª           | 2012          | 1     | 0     | 3                | 0                | —                       | —                       | 4     | 0     |
| Huachipato · Chile                    | 1.ª           | 2013          | 6     | 0     | 1                | 0                | —                       | —                       | 6     | 0     |
| Huachipato · Chile                    | 1.ª           | 2013-14       | 3     | 0     | —                | —                | —                       | —                       | 4     | 0     |
| Huachipato · Chile                    | 1.ª           | 2014-15       | 30    | 1     | 3                | 0                | 6                       | 1                       | 39    | 2     |
| Huachipato · Chile                    | 1.ª           | 2015-16       | 16    | 0     | 4                | 0                | —                       | —                       | 20    | 0     |
| Huachipato · Chile                    | 1.ª           | 2016-17       | 25    | 6     | 2                | 1                | —                       | —                       | 27    | 7     |
| Huachipato · Chile                    | 1.ª           | 2017          | 10    | 0     | 7                | 0                | —                       | —                       | 14    | 0     |
| Huachipato · Chile                    | 1.ª           | 2018          | 13    | 1     | 2                | 0                | —                       | —                       | 15    | 1     |
| Huachipato · Chile                    | 1.ª           | 2019          | 11    | 0     | —                | —                | —                       | —                       | 14    | 0     |
| Huachipato · Chile                    | Total club    | Total club    | 115   | 8     | 22               | 1                | 6                       | 1                       | 137   | 10    |
| U. de Concepción · Chile              | 1.ª           | 2020          | 26    | 0     | —                | —                | —                       | —                       | 26    | 0     |
| U. de Concepción · Chile              | Total club    | Total club    | 26    | 0     | 0                | 0                | 0                       | 0                       | 26    | 0     |
| Deportes Antofagasta · Chile          | 1.ª           | 2021          | 2     | 0     | 1                | 0                | —                       | —                       | 3     | 0     |
| Deportes Antofagasta · Chile          | Total club    | Total club    | 2     | 0     | 1                | 0                | 0                       | 0                       | 3     | 0     |
| Deportes Iquique · Chile              | 2.ª           | 2021          | 12    | 0     | —                | —                | —                       | —                       | 12    | 0     |
| Deportes Iquique · Chile              | Total club    | Total club    | 12    | 0     | 0                | 0                | 0                       | 0                       | 12    | 0     |
| Deportes Copiapó · Chile              | 2.ª           | 2022          | 26    | 0     | —                | —                | —                       | —                       | 0     | 0     |
| Deportes Copiapó · Chile              | Total club    | Total club    | 26    | 0     | 1                | 0                | 0                       | 0                       | 0     | 0     |
| Rangers · Chile                       | 2.ª           | 2023          | 19    | 1     | —                | —                | —                       | —                       | 0     | 0     |
| Rangers · Chile                       | Total club    | Total club    | 19    | 1     | 0                | 0                | 0                       | 0                       | 0     | 0     |
| Club de Deportes Puerto Montt · Chile | 2.ª           | 2024          | 20    | 1     | —                | —                | —                       | —                       | 20    | 1     |
| Club de Deportes Puerto Montt · Chile | Total club    | Total club    | 20    | 1     | 1                | 0                | 0                       | 0                       | 0     | 0     |
| Total carrera                         | Total carrera | Total carrera | 155   | 8     | 23               | 1                | 6                       | 1                       | 184   | 10    |
| 1. 2. 3.                              |               |               |       |       |                  |                  |                         |                         |       |       |

## Palmarés

### Torneos nacionales
| Título           | Club       | País  | Año    |
| ---------------- | ---------- | ----- | ------ |
| Primera División | Huachipato | Chile | 2012-C |